# 微痛の楽園
「微痛の楽園」（びつうのらくえん）は、並木のり子と畑亜貴によるシングル。2000年5月24日にLantisから発売された。

## 概要
- OVA『Fragile Heart Series 〜こわれもの〜』の主題歌を収録している。
- 畑にとっては本作が1作目のシングルである。

## 収録曲
1. OPEN SESAME
歌：並木のり子
作詞：寺門有紀 / 作曲・編曲：剣持満
OVA『Fragile Heart Series 〜こわれもの〜』主題歌
2. 微痛の楽園
歌：畑亜貴
作詞・作曲・編曲：畑亜貴
3. 支配樹と鍵
歌：畑亜貴
作詞・作曲・編曲：畑亜貴
4. HAPPY DAYS
歌：並木のり子
作詞：寺門有紀 / 作曲・編曲：剣持満
5. Fragile Hearts
作曲・編曲：畑亜貴
6. OPEN SESAME（インストゥルメンタル）
7. 微痛の楽園（インストゥルメンタル）
8. 支配樹と鍵（インストゥルメンタル）
9. HAPPY DAYS（インストゥルメンタル）